# 鷲尾昇
鷲尾 昇（わしお のぼる、1977年2月8日 - ）は、日本の俳優。
宮崎県出身で神奈川県育ち。血液型はAB型。身長178cm。2023年2月末をもって所属事務所トルチュを離れ、現在はフリーで活動中。

## 人物
- 男性4人組演劇ユニット*pnish*のメンバーで副副リーダー。イメージカラーは緑。あだ名はワッシー。
- 吉田直史と共にボーカルユニットN.（エヌドット）を結成し、ライブ活動も行っている。
- *pnish*メンバーの森山栄治とサンティーズとしても活動していた[3]。40代からは同メンバーと「わし×モリ」として活動。
- 音楽プロデューサーの宮路一昭とオリジナルCD制作やライブ活動などの音楽活動も行っている。
- 漫画『キャプテン翼』の大ファンで、原作者の高橋陽一のフットサルチームに20代の頃から所属している[4]。また、その作中に観客として登場したこともある（胸元に「ワッシー」と書かれている）[5]。

## 出演

### テレビドラマ
- Pな彼女 第6シリーズ 第2話（2002年12月14日、TBS）
- 59番目のプロポーズ（2006年7月11日、日本テレビ）合コン相手 役
- 刑事110キロ 第4話（2013年5月16日、テレビ朝日）吉野准一 役
- 月曜ゴールデン『縁側刑事』（2013年9月2日、TBS）植田誠 役
- 水曜ミステリー9『駐在刑事 奥多摩渓谷・殺意の夜想曲』（2014年4月2日、テレビ東京）
- 土曜プレミアム『天才探偵ミタライ〜難解事件ファイル「傘を折る女」〜』（2015年3月7日、フジテレビ）運転手 役
- 松本清張ミステリー時代劇 第8話（2015年7月14日、BSジャパン）岡っ引き 役
- 相棒 season14 第3話「死に神」（2015年10月28日、テレビ朝日）志茂田光一 役
- 月曜ゴールデン『刑事夫婦』（2016年3月7日、TBS）高梨悠馬 役
- 月曜名作劇場『犯罪資料館 緋色冴子シリーズ・赤い博物館』（2016年8月29日、TBS）寺田章夫 役
- ミステリースペシャル『山村美紗サスペンス・京都〜神戸プロポーズ殺人事件』（2017年3月23日、テレビ朝日）八上 役
- スター☆コンチェルト〜オレとキミのアイドル道〜 第11話・12話（2017年3月28日 - 4月4日、名古屋テレビ/TOKYO MX）浩介 役

### その他のテレビ番組
- ケータイ・ネット社会の落とし穴（NHK教育）
- Eテレ・ジャッジ『気にしすぎる棋士』『気にしすぎINマイルーム』（2015年9月1日・8日、NHK教育）
- FNS27時間テレビ にほんのれきし『あの人の歩き方』（2017年9月10日、フジテレビ）医者 役

### 映画
- 犬飼さんちの犬（2011年6月25日、AMGエンタテインメント）

### 舞台
- *pnish* 本公演、プロデュース公演
- ミュージカル・ファイブ（2004年10月 - 2005年2月）笹野 役
- 猫☆魂 vol.11『グロッソラリア』（2007年3月3日 - 11日）
- 舞台『すけだち』（2007年8月5日 - 14日）
- RUN&GUN Stage vol.2『YooSoRo!〜日本を変えたヤツらを変えたヤツら〜』（2008年10月）
- 時速246億
  - vol.02『燃え尽きる寸前の光』（2008年1月17日 - 23日）
  - vol.03『ささやかなこの人生』（2009年5月13日 - 17日）
  - vol.04『記憶メモリン』（2010年4月16日 - 21日）
  - vol.05『グレイトフルデッド』（2011年7月26日 - 31日）
- イタズラなKiss〜恋の味方の学園伝説〜（2008年11月27日 - 12月7日）
- 『bambino.3 &+』〜バンビーノ・トゥレ・アンド・プラス〜（2009年8月19日 - 30日・9月5日 - 6日）彰吾 役
- コントン・クラブ（2009年12月2日 - 13日）
- Infinite『闇の向こう側』（2009年12月23日 - 27日）
- トライフルエンターテインメントプロデュース『世界征服の作り方』（2010年6月2日 - 6日）
- プラスイズムプロデュース公演『トライフル』（2010年7月27日 - 8月1日）
- S×Sプロデュースvol.5『SHUFFLE』（2010年8月19日 - 22日）
- 甘男子〜あまだん〜（2010年12月2日 - 12月12日）
- リアルエチュード みんなの家 Girl's STAGE（2011年3月9日）
- 劇団道学先生『デンキ島〜白い家篇〜』（2011年3月20日 - 27日）
- SmokeCompany vol.1『夏の終わりに』（2011年8月31日 - 9月4日）
- 劇団スーパー・エキセントリック・シアター ブレーメンプロデュース『中島鉄砲火薬店』（2012年1月26日 - 30日）
- ミュージカル『コーヒープリンス1号店』（2012年4月13日 - 21日、5月10日 - 13日）ファン・ミニョプ 役[6]
- Infinite『イケメン金融工学』（2012年7月25日 - 29日、8月4日 - 5日）
- コーパス・クリスティ 聖骸（2012年9月6日 - 17日）
- The ghost≠You-Re:i（2012年11月21日 - 25日）
- 遠い夏のゴッホ（2013年2月3日 - 24日、3月7日 - 10日）アンドレイ 役
- ミュージカル『黒執事』バルドロイ 役
  - ミュージカル『黒執事』 -The Most Beautiful DEATH in the World-千の魂と堕ちた死神（2013年5月17日 - 26日、6月8日 - 9日）
  - ミュージカル『黒執事』 -地に燃えるリコリス-（2014年9月5日 - 23日、10月2日 - 5日）
  - ミュージカル『黒執事』 -地に燃えるリコリス2015-（2015年11月7日 - 12月27日）
  - ミュージカル『黒執事』 〜NOAH’S ARK CIRCUS〜（2016年11月18日 - 27日、12月3日 - 4日、12月9日 - 11日、12月17日 - 18日）
- トラベルモード（2014年3月3日 - 9日）
- プロペラ犬×時速246億 SPECIALコラボ公演『ハッピーセット』（2014年8月1日）
- コミックジャック（2014年11月13日 - 24日）スランダ 役
- ママと僕たち（2015年2月8日）
  - ママと僕たち 〜おべんきょイヤイヤBABYS〜（2015年2月21日 - 3月1日）
- ROCK MUSICAL PROJECT『ONE LOVE』（2016年1月29日 - 31日）
  - 『ONE LOVE』2017（2017年1月25日 - 29日）
- 大きな虹のあとで〜不動四兄弟〜（2016年8月21日）
- イヌッコロVSシザーブリッツデュエル公演『ご町内デュエル』（2016年10月27日 - 11月6日）[7]
- ミュージカル『刀剣乱舞』 徳川家康 役
  - ミュージカル『刀剣乱舞』〜三百年の子守唄〜（2017年3月4日 - 26日、4月1日 - 9日、4月14日 - 23日）
  - 真剣乱舞祭2017（2017年12月8日 - 9日、12日 - 13日、19日 - 20日、23日 - 24日）
  - ミュージカル『刀剣乱舞』〜三百年の子守唄2019〜（2019年1月20日 - 2月3日、2月8日 - 11日、2月17日 - 3月3日、3月15日 - 24日）
  - ミュージカル『刀剣乱舞』〜葵咲本紀〜（2019年8月3日 - 18日、8月30日 - 9月8日、9月14日 - 28日、10月4日 - 6日、10月19日 - 27日）[8]
  - ミュージカル『刀剣乱舞』 歌合 乱舞狂乱 2019（2019年11月24日、11月28日 - 29日、12月6日 - 7日、12月12日 - 13日、12月21日 - 22日、2020年1月4日 - 5日、1月11日 - 12日、1月15日 - 16日、1月22日 - 23日）[9]
  - ミュージカル刀剣乱舞　祝玖寿 乱舞音曲祭（2024年11月15日▪︎16日、幕張メッセ国際展示場9･10･11ホール）会場替わり出演
- ピウス企画『トレーディングライフ』（2017年7月12日 - 17日）[10]
- 恋するアンチヒーロー（2017年10月5日 - 9日）
- ACCA13区監察課（2017年11月3日 - 6日、11月8日 - 12日）パスティス 役
- ミュージカル『Dance with Devils〜Fermata（フェルマータ）〜』（2018年3月15日 - 19日、3月21日 - 25日）ヴィフ　役
- 舞台『乱歩奇譚 Game of Laplace 〜パノラマ島の怪人〜』（2018年4月13日 - 15日、4月18日 - 22日）コモダ 役[11]
- 「もっと歴史を深く知りたくなるシリーズ」第6弾 舞台『ジョン万次郎』（2018年6月14日 - 24日）[12]吉田東洋/エイキン 役
- ブリッシュランド 第一回公演『下賤の天』（2018年7月11日 - 16日）
- 舞台『かくりよの宿飯』（2018年9月5日 - 9日、9月13日 - 16日）津場木史郎 役[13]
- ピウス企画『ペインコレクター』（2018年10月17日 - 21日）中里恭也 役
- 舞台『Collar×Malice -岡崎契編-』（2019年5月2日 - 12日、5月17日 - 19日）山条圭介 役[14]
- 舞台『バクステ!!』（2019年6月5日 - 16日）[15]
- WBB vol.19『ウエスタンモード』（2021年12月21日 - 28日、こくみん共済 coop ホール / スペース・ゼロ）
- 舞台『ヴァニタスの手記』 - ルスヴン 役
  - 舞台『ヴァニタスの手記』（2022年1月29日 - 30日）
  - 舞台『ヴァニタスの手記』-Encore-（2023年3月10日 - 12日）
- minish*2『リバースヒストリカ』（2023年4月26日 - 30日、赤坂RED/THEATER）
- 舞台『かげきしょうじょ!!』（2023年10月18日 - 22日、こくみん共済 coop ホール / スペース・ゼロ） - 小野寺保 役[16]
  - 舞台『かげきしょうじょ!!』第3章 The Final（2025年11月1日 - 5日〈予定〉、三越劇場）[17]
- 舞台『ワインガールズ』 - 松山三四朗の著書の舞台化、劇団Focusの菅野臣太朗の脚本・演出作品（2024年4月25日 - 5月2日、シアター1010）[18]
- 舞台『鬼神の影法師』-玲瓏万華篇-（2024年6月13日 - 23日、あうるすぽっと） - 土御門明親 役[19]
- ミュージカル『ロミオの青い空』〜誓い〜（2025年5月2日 - 11日、天王洲 銀河劇場） - カセラ教授 役[20]

### ネット配信
- ライブストリーミング演劇『エスケープフロムライブラリー』（2024年10月19日、Streaming+）[21]

### ラジオ
- Saturday Maniac Radio/サタマニ♪（2013年4月 - 、レインボータウンFM）

### WebCM
- スーパーネットワーク、スーパー!ドラマTV（2018年）ナレーション

### インターネットテレビ
- 鷲尾昇の番長レンジャー（2014年10月 - 2015年10月、ニコニコ生放送）